# 山田昌裕
山田 昌裕（やまだ まさひろ、1963年 - ）は、日本の日本語文法研究者。東京都出身。恵泉女学園大学人文学部日本語日本文化学科准教授。現在は神奈川大学国際日本学部日本文化学科教授。

## 学歴
- 青山学院大学大学院文学研究科博士課程単位取得

## 職歴
- 明治大学非常勤講師
- 立正大学非常勤講師
- 青山学院女子短期大学非常勤講師
- 南ソウル大学校専任講師
- 恵泉女学園大学准教授
- 神奈川大学教授

## 著書・共著書
- 人物で読む『源氏物語』第二巻―光源氏I 上原作和編 篠原昭二,小林正明他共著 勉誠出版 2005年6月
- 人物で読む『源氏物語』第四巻―藤壺の宮 上原作和編 中哲裕,塚原明弘他共著 勉誠出版 2005年6月
- 人物で読む『源氏物語』第六巻―紫の上 上原作和編 川名淳子,原岡文子他共著 勉誠出版 2005年6月
- 格助詞「ガ」の通時的研究 ひつじ書房 2010年2月